# Villarroya de los Pinares
Villarroya de los Pinares è un comune spagnolo di 197 abitanti situato nella comunità autonoma dell'Aragona.